# 1901 (singolo)
1901 è un singolo del gruppo musicale rock francese Phoenix, pubblicato per il download digitale il 23 febbraio 2009 come primo estratto dal loro quarto album in studio, Wolfgang Amadeus Phoenix. Il brano ha segnato notevolmente sull'aumento delle vendite dell'album, pubblicato nel maggio dello stesso anno. È stato certificato disco di platino negli Stati Uniti dove è arrivato 1° nella modern rock chart.

## Video musicale
Il videoclip ritrae i componenti del gruppo ripresi a strisce suonare la canzone.

## Versione di Birdy
La cantautrice britannica Birdy ha realizzato una cover del brano pubblicata il 9 marzo 2012 come quarto singolo estratto dal suo album di debutto Birdy.